# Lotus norvegicus
Lotus norvegicus là một loài thực vật có hoa trong họ Đậu. Loài này được (Chrtkova) Miniaev miêu tả khoa học đầu tiên.